# 100th Window
100th Window — четвертий студійний альбом англійського електронного гурту Massive Attack, випущений 10 лютого 2003 року лейблом Virgin Records. Альбом був спродюсований переважно солістом гурту Робертом Дель Наджа, оскільки один з учасників колективу Ендрю Воулз пішов з гурту невдовзі після виходу їхнього попереднього альбому Mezzanine, а Грант Маршалл відмовився від участі у продюсуванні альбому. 100th Window містить вокал постійного виконавця Гораса Енді, а також Шинейд О'Коннор і Деймона Алберна (як 2D з Gorillaz). Стилістично, це перший альбом гурту, який не використовує існуючі семпли, і не містить жодного з хіп-хоп чи джаз-ф'южн стилів, які гурт використовував на початку.

## Передісторія
Дель Наджа спочатку задумав 100th Window у його безіменній формі на початку 2000 року в студії Christchurch Studios у Кліфтоні, Бристоль, залучивши до нового проекту Lupine Howl, гурт, що складався з колишніх учасників Spiritualized. В інтерв'ю в листопаді 2001 року вокаліст Lupine Howl Шон Кук описав ці сесії як «дуже експериментальні […] мінімальні петлі і шуми, які подавалися в наші навушники з комп'ютера в контрольній кімнаті. Потім у нас було щось на кшталт розширеного джем-сейшену, де ми їм підігравали, а вони робили різні речі для створення петель». Дель Наджа і Девідж також використовували стробоскоп у своїй студії під час джему, диктуючи інтенсивність своїх виступів за допомогою освітлення. Однак, у повідомленні на форумах Massive Attack у липні 2002 року Дель Наджа згодом оголосив, що гурт став «дуже незадоволений формами, що створюються», і що до початку 2002 року вони відкинули більшу частину матеріалу, написаного до того моменту; теракти 11 вересня також спонукали його відійти від початкового тону альбому.

## Відгуки
Початкова реакція критиків на 100th Window була позитивною. На сайті Metacritic, який присвоює рецензіям від провідних критиків нормалізований рейтинг зі 100, альбом отримав середній бал 75 на основі 25 рецензій.
Станом на лютий 2010 року, за даними Nielsen SoundScan, у США було продано 180 000 копій альбому.

## Трек-лист
Автор музики і слів Роберт Дель Наджа і Ніл Девідж, окрім треків 2, 4 та 6, написаних Дель Наджа, Девіджем і Шинейд О'Коннор.. 
| #     | Назва                  | Вокал           | Тривалість |
| ----- | ---------------------- | --------------- | ---------- |
| 1.    | «Future Proof»         | 3D              | 5:37       |
| 2.    | «What Your Soul Sings» | Шинейд О'Коннор | 6:37       |
| 3.    | «Everywhen»            | Горас Енді      | 7:37       |
| 4.    | «Special Cases»        | Шинейд О'Коннор | 5:09       |
| 5.    | «Butterfly Caught»     | 3D              | 7:33       |
| 6.    | «A Prayer for England» | Шинейд О'Коннор | 5:44       |
| 7.    | «Small Time Shot Away» | 3D              | 7:57       |
| 8.    | «Name Taken»           | Горас Енді      | 7:47       |
| 9.    | «Antistar»             | 3D              | 19:40      |
| 73:52 |                        |                 |            |

### Примітка
- Трек 7 містить бек-вокал персонажа 2-D у виконанні Деймона Алберна.
- На 9-му треку «Antistar» закінчується о 8:17. О 8:47 грає безіменний інструментальний трек, який зазвичай називають «LP4».

## Персоналії

### Музиканти
- Алекс Свіфт — додаткове програмування, клавішні
- Шинейд О'Коннор — вокал
- Горас Енді — вокал
- Роберт Дель Наджа — вокал, аранжування струнних
- Анджело Брускіні — гітара
- Деймон Ріс — барабани
- Джон Гарріс — бас
- Стюарт Гордон — скрипка
- Скайла Кенга — арфа
- Крейг Прюсс — аранжування струнних, диригування
- Ніл Девідж — аранжування струнних
- Гевін Райт — концертмейстер
- 2-D — бек-вокал на «Small Time Shot Away»

### Технічний персонал
- Роберт Дель Наджа — продюсування
- Ніл Девідж — продюсування
- Лі Шепард — запис, звукоінженер
- Марк «Spike» Стент — зведення
- Пол «P Dub» Волтон — асистент зведення
- Девід Тріхерн — асистент зведення
- Роберт Хаггетт — асистент зведення
- Тім Янг — мастеринг
- Майк Росс — запис

### Дизайн
- Роберт Дель Наджа — арт-директор, дизайн
- Том Хінгстон — арт-директор, дизайн
- Нік Найт — фото